# Terapisnack
Terapisnack är ett svenskt webbforum som registrerades 2005 av Marie Holmqvist och som kallar sig "Nordens största psykologiforum" Webbplatsen drivs av det göteborgsbaserade bolaget Comunicera som grundades av Jonas Gåde. I forumet kan man diskutera frågor om exempelvis psykoterapi, panikångest och självkänsla med andra medlemmar och inom ramen för verksamheten utbildade personer, som kallas ”kognitiva terapeuter”.
Medlemmar som svarar på andras frågor får förmåner. Mot betalning kan man få längre samtal med experterna.
Psykologförbundet kritiserade verksamheten och ansåg den strida mot lagen, utifrån att personer knutna till forumet kan anses ge medicinsk vård utan erkända kvalifikationer och att terapi också erbjuds för barn under 8 år. Även socialstyrelsen kritiserade verksamheten och gjorde en anmälan till åklagarmyndigheten eftersom de ansåg att verksamheten brutit mot hälso- och sjukvårdslagen. Förundersökningen lades dock ned eftersom uppgifterna kring vilken typ av terapi som utförts, och informationen kring hur unga personer som erbjudits terapi, var för oklara.